# 徳島インターチェンジ

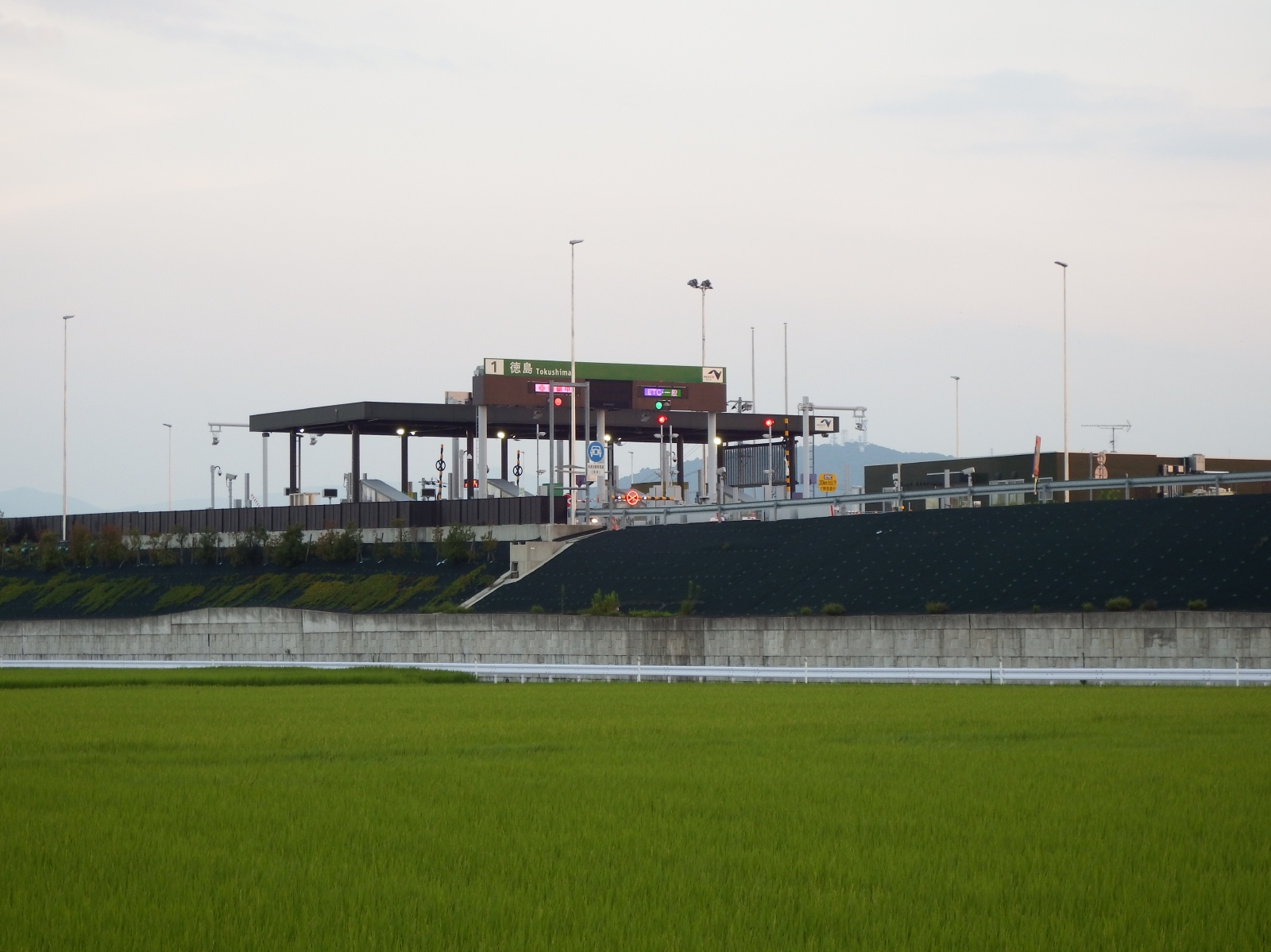
料金所と眉山を望む

徳島インターチェンジ（とくしまインターチェンジ）は、徳島県徳島市にある徳島自動車道のインターチェンジである。
吉野川バイパスに接続し、徳島市の玄関口としての役割を担う。
政令上の正式な路線名である四国縦貫自動車道は、当ICが起点となっている。徳島自動車道のキロポストは当ICでリセットされる。

## 歴史
1995年8月、前年に開通した藍住IC - 脇町ICから東進する形で徳島IC - 藍住ICが開通した。2000年のエックスハイウェイ完成後は松山・高知方面からの徳島市の玄関口の一つとなった。2015年までは徳島道の東端で、神戸淡路鳴門自動車道・高松自動車道と接続していなかったため、京阪神・淡路方面や岡山・高松方面と徳島市のアクセスには鳴門ICや板野ICが利用されていた。2015年3月に鳴門JCT - 徳島ICが開通し、京阪神方面へのアクセス性向上に寄与した。
開通時は徳島道が南北に走る吉野川バイパスに対してT字状に交わる形で、交点にトランペット型のインターチェンジが設置されていた。料金所は約3 km西方の本線上に設置されていた。鳴門JCT - 徳島ICの開通に先立って2013年にインターチェンジの構造の変更が行われ、徳島道と吉野川バイパスのそれぞれにトランペット型のインターチェンジ構造で接続してその間に料金所を設ける形になった。

### 年表
- 1995年（平成7年）8月9日 : 徳島IC - 藍住IC間の開通に伴い供用開始[5]。徳島IC - 藍住IC間に徳島本線料金所を設置。
- 2013年（平成25年）
  - 3月15日 : 当IC出入口の1回目の切替が実施[6]。
  - 6月4日 : 当IC出入口の2回目の切替が実施[7]。同時に徳島IC - 藍住IC間に設置されていた徳島本線料金所を廃止し、当ICに料金所を新設[4]。
- 2015年（平成27年）3月14日 : 鳴門JCT - 徳島IC間が開通[3]。

## 周辺
徳島市街から吉野川を挟んだ北側の川内地区に位置する。
- 吉野川大橋
- 徳島市立スポーツセンター
- 徳島総合流通センター
- ブレインズパーク徳島
- 四国大学
- 小松海岸（小松海水浴場）
- 阿波十郎兵衛屋敷
- 阿波木偶人形会館
- 川田民俗資料館
- 西光寺
- 鈴江バス停 - 本ICの南方に位置し、一般路線バスに加え、徳島発着徳島道経由の高速バス（吉野川エクスプレス・徳島高知エクスプレス）が停車する。

## 接続する道路
- 国道11号（吉野川バイパス）

## 料金所
入口2レーン、出口2レーンとなっている。
2013年までは約3 km離れた本線上に設置されていた料金所で通行券の発券と料金の徴収を行っていた。鳴門JCT - 徳島ICの整備に伴い、2013年6月4日に料金所をインターチェンジ内に新設した料金所に移転した。

### 徳島本線料金所（初代、廃止）
徳島方面（出口）が3レーン、松山・高知方面（入口）が2レーンとなっていた。2001年11月30日にETCのサービスを開始し、各方面1レーンずつETC専用として運用された。
西日本高速道路株式会社 四国支社 徳島高速道路事務所と徳島県警察高速道路交通警察隊本部が隣接していた。これらの施設は移転していない。
なお、徳島ジャンクション南側、徳島南部自動車道上に存在する本線料金所も「徳島本線料金所」と呼称するが、2022年に開通した施設であり、2つの施設が同時に存在した時期はない。

## 隣
E11 / E32 徳島自動車道
(7) 鳴門JCT - (1-1) 松茂PA/SIC - (8) 徳島JCT - (1) 徳島IC - 徳島TB（廃止） - (2) 藍住IC